# ÖVT – Verband österreichischer Versicherungstreuhänder und Mediatoren in Versicherungsangelegenheiten
Der ÖVT – Verband österreichischer Versicherungstreuhänder und Mediatoren in Versicherungsangelegenheiten (kurz: ÖVT) ist ein österreichischer Verein welcher sich als Berufsverband für Versicherungstreuhänder und Meditoren in Versicherungsangelegenheiten positioniert und den Sitz in Enzersfeld im Weinviertel hat. 

## Geschichte
Der ÖVT  –  Verband österreichischer Versicherungstreuhänder und Mediatoren in Versicherungsangelegenheiten wurde am 16. Januar 2002 im Schiedsgerichtssaal der Wiener Börse gegründet und am 10. Juli 2002 im Vereinsregister (ZVR 307490426) eingetragen. Der Verband ist das zentrale Organ der ÖVT-Versicherungstreuhänder, deren Mitglieder als Sachverständige gemäß § 1299 ABGB anerkannt sind. Alle Mitglieder sind auf die   ÖVT-Berufsordnung vereidigt und mit einer eigenen Registernummer eingetragen.

## Treuhänder
Ein Treuhänder ist eine Person oder Institution, die im Auftrag und im Interesse einer anderen Person (dem Treugeber) Vermögenswerte verwaltet oder ein Geschäft führt. Der Treuhänder handelt dabei nicht im eigenen Namen, sondern im Namen und Auftrag des Treugebers und hat die Pflicht, im besten Interesse des Treugebers zu handeln und dessen Vermögen zu schützen.
Ein ÖVT-Versicherungstreuhänder (VT) übernimmt die Wahrnehmung der Versicherungsinteressen seines Klienten in dessen Eigenschaft als Auftraggeber, Versicherungsnehmer oder Geschädigter wahrzunhemen. Die Tätigkeit des VT erfolgt in Form einer fremdnützigen Vollmachtstreuhand.
Ein diplomierter Versicherungstreuhänder (Dipl. VT) erfüllt die Voraussetzungen des VT und hat einen mehrsemestrigen Lehrgang des ÖVT nach universitären Methoden absolviert sowie die Diplomprüfung erfolgreich abgelegt. Die Ausbildung umfasst vertiefendes Spezialwissen in den Bereichen Persönlichkeitsentwicklung und Qualitätsmanagement.

## Ziele des ÖVT-College
Das ÖVT-College ist die Bildungsakademie des ÖVT und hat es sich zur Aufgabe gemacht, Fachwissen in allen Zweigen der privaten Versicherung sowie im Bereich der Mediation in Versicherungsangelegenheiten zu fördern. Es bietet Gelegenheit zur Vertiefung von Fachwissen und fördert die Weiterentwicklung des Berufsstandes.

## ÖVT-Honorarwesen
Das ÖVT-Honorarwesen basiert auf gesetzlichen Bestimmungen sowie den Berufsordnungen und Tätigkeitsbereichen von Versicherungstreuhändern, Beratern und Mediatoren in Versicherungsangelegenheiten. Es dient zur Klarstellung und Regelung der durch Versicherungstreuhänder durchzuführenden Tätigkeiten sowie der Verrechnung von Aufwendungen und Kosten.
Die Gliederung der Geschäftsfelder wurde im Wesentlichen aus der seinerzeitigen, bewährten ÖVT-Honorar und Kalkulationsrichtlinie, welche am 02.10.2003 vom OLG-Wien, als Kartellgericht, unter der Zahl 27 Kt 359/03-3 genehmigt wurde, bewusst beibehalten. Die kartellgerichtlich genehmigte Struktur dient der ökonomischen Darstellung der sachverständigen Dienstleistung, sowie der Nachvollziehbarkeit für Auftraggeber (Treugeber) und Auftragnehmer (Treuhänder).

## Historische Entwicklung
Die Entwicklung des Berufsbildes vom Berater zum Versicherungstreuhänder begann mit der Einräumung der Befugnis im Jahr 1934. Mit der Novelle der Gewerbeordnung 1997 wurde das verbundene Gewerbe „Versicherungsmakler und Beratung in Versicherungsangelegenheiten“ eingeführt.